# Pavao Vegar
Pavao Vegar (Vašarovići kod Ljubuškog, 10. studenoga 1939. – zaselak Tomići kod Omiša, 21. srpnja 1972.), bio je hrvatski politički emigrant i revolucionar.
Bio je članom Hrvatskog revolucionarnog bratstva koji je bio u Bugojanskoj skupini.
Poginuo je u borbi s jugoslavenskim vlastima u zaselku Tomićima kod Omiša.